# 吳翹充
吳翹充（NG Kiu-chung, Kelvin，1991年9月6日—），香港男子競技體操運動員，畢業於香港浸會大學（體育及康樂管理）。

## 簡歷
吳翹充自小已很活躍，也喜歡運動，母親認為他很適合練習體操，於是在4歲時把他送到家附近的大埔體操隊去參加興趣班。到約6歲時，體操隊教練認為他可以朝這方面發展，於是開始接受正規訓練；到7歲時訓練已增至一周五日。2002年，11歲的吳翹充入選香港體操代表隊。
2008年，吳翹充在練習自由體操時受傷，傷及右膝十字韌帶，一段時間不能走動。自此，他改為專攻以上身動作為主的吊環項目，雙槓、跳馬項目為副。同年，他從傷患中康復，首次參加國際性大賽，出戰莫斯科舉行的世界盃體操錦標賽；但由於臨場太緊張，最後未能完成整套動作。
2010年4月，吳翹充再次出戰世界盃體操錦標賽（卡塔爾站），並奪得第三名，成為香港歷史上首位贏得國際體操比賽獎牌的運動員；同年5月，又在澳洲舉行的泛太平洋體操賽中，奪得男子吊環銀牌。
2014年3月，吳翹充在多哈舉行的世界盃體操錦標賽中，做出自創的「經背水平直臂拉上成銳角十字懸垂」的動作；同年9月，他又在仁川舉行的亚洲运动会體操比賽中，做出自創的「前翻直臂壓上成水平支撐」動作。其後，他在10月於南寧的第45屆世界錦標賽中，以上述兩項吊環新動作完成賽事。国际体操联合会經過評審後，於2015年3月確認將兩個新動作命為「吳翹充-經背水平直臂拉上成銳角十字懸垂」（NG KIU CHUNG）及「吳翹充2-前翻直臂壓上成水平支撐」（NG KIU CHUNG 2）。前者的難度是E組，需要平衡力和腹肌力來完成；後者的難度則是D組，需要前面及背部肌肉的力度去完成。

## 廣告代言
- 安達人壽[8][9]

## 外部連結
- 【十項全能】香港體操代表 吳翹充 創出兩吊環新動作（页面存档备份，存于） 香港電台